# Streitkräfteamt
Das Streitkräfteamt (SKA; bis 31. März 1975 Bundeswehramt (BwA)) ist eine Dienststelle der Bundeswehr mit Sitz in der Bundesstadt Bonn. Es ist eine Kommandobehörde auf Divisionsebene und dem Unterstützungskommando der Bundeswehr unmittelbar nachgeordnet. Es wird vom Amtschef, einem Generalmajor oder Konteradmiral, geführt.

## Aufgaben
Es nimmt Fachaufgaben für die Bundeswehr und die Streitkräfte sowie Amtsaufgaben für die Streitkräftebasis wahr. Darüber hinaus obliegt ihm die truppendienstliche Führung einer Vielzahl unterschiedlicher Dienststellen. Diese Dienststellen sind im Wesentlichen der Ausbildung und Forschung, der internationalen Kooperation und der nationalen Vertretung zuzuordnen. Gegenüber den unmittelbar dem Inspekteur der Streitkräftebasis unterstehenden Dienststellen des Organisationsbereiches Streitkräftebasis übernimmt das Streitkräfteamt als Kommandobehörde die Aufgaben der Personalführung, Militärischen Sicherheit, Organisation, Ausbildung, Reservistenangelegenheiten, des Alarmwesens und der Mobilmachung, Krisenreaktions- und Bereitschaftsplanung, des Objektschutzes, der Koordinierung der Informationstechnik und der Mittelverwaltung für die Streitkräftebasis und Maßnahmen im Rahmen von Kosten-Leistungs-Verantwortung.

## Organisation
Dem Streitkräfteamt wurden im Rahmen der Umstrukturierung der Bundeswehr folgende Dienststellen unterstellt:
| Wappen | Dienststelle                                                    |
| ------ | --------------------------------------------------------------- |
|        | Zentrum Informationsarbeit Bundeswehr, Strausberg               |
|        | Zentrum für Verifikationsaufgaben der Bundeswehr, Geilenkirchen |
|        | Zentrum Militärmusik der Bundeswehr, Bonn                       |
|        | Schule für Diensthundewesen der Bundeswehr, Ulmen               |
|        | Sportschule der Bundeswehr, Warendorf                           |

| Wappen | Dienststelle                                                                    |
| ------ | ------------------------------------------------------------------------------- |
|        | Bundeswehrkommando USA und Kanada, Reston/US                                    |
|        | Deutsche Delegation Großbritannien, Harefield                                   |
|        | Deutsche Delegation Niederlande, Brunssum                                       |
|        | Deutscher Anteil George C. Marshall Europäisches Zentrum für Sicherheitsstudien |
|        | Deutscher Anteil NATO School, Oberammergau                                      |
|        | Integriertes Fach- und Ausbilderzentrum SASPF Bundeswehr, Aachen                |
|        | Militärattachéstäbe (65)                                                        |
|        | Deutsche militärische Anteile im multinationalen Bereich                        |

## Geschichte
Das Streitkräfteamt wurde am 15. Dezember 1959 am Bundeswehramt in Bonn in Dienst gestellt. Es war eine Zentrale Militärische Dienststelle, die dem Stellvertreter des Generalinspekteurs der Bundeswehr unterstand und selbst weitere zentrale militärische Dienststellen führte. Zum 1. April 1975 wurde es in Streitkräfteamt umbenannt.
Im Rahmen der Neuausrichtung der Bundeswehr wurde das Streitkräfteamt im Jahr 2013 dem Kommando Streitkräftebasis in Bonn unterstellt. Im Zuge dieses Unterstellungswechsels wurden einige Dienststellen, die noch dem Streitkräfteamt unterstellt waren, anderen Fähigkeitskommandos der Streitkräftebasis unterstellt. Mit Auflösung der Streitkräftebasis zum 1. April 2025 wechselte das Streitkräfteamt in den Unterstützungsbereich der Bundeswehr und wurde dem Unterstützungskommando der Bundeswehr unmittelbar unterstellt.

## Amtschef
| Nr. | Name                                     | Beginn der Berufung | Ende der Berufung  |
| --- | ---------------------------------------- | ------------------- | ------------------ |
| 18  | Generalmajor Oliver Kohl                 | 28. September 2023  |                    |
| 17  | Generalmajor Franz Weidhüner             | 14. Dezember 2017   | 28. September 2023 |
| 16  | Generalmajor Werner Weisenburger         | 29. August 2013     | 14. Dezember 2017  |
| 15  | Generalmajor Thomas Wollny               | 28. September 2007  | 29. August 2013    |
| 14  | Konteradmiral Christoph Diehl            | 19. Mai 2005        | 28. September 2007 |
| 13  | Generalmajor Dieter Henninger            | 28. März 2001       | 19. Mai 2005       |
| 12  | Generalmajor Winfried Dunkel             | 19. Januar 1995     | 27. März 2001      |
| 11  | Generalmajor Manfred Eisele              | 1. April 1994       | 31. Dezember 1994  |
| 10  | Generalmajor Roland Lankers              | 1. Oktober 1984     | 31. März 1994      |
| 09  | Brigadegeneral Walter Hebben             | 1. April 1980       | 30. September 1984 |
| 08  | Flottillenadmiral Günter Fiebig          | 1. Juni 1976        | 31. März 1980      |
| 07  | Brigadegeneral Helmut Bapistella         | 1. April 1973       | 31. Mai 1976       |
| 06  | Brigadegeneral Werner Boie               | 1. Oktober 1969     | 31. März 1973      |
| 05  | Oberst i. G. Werner Kaminski             | 1. April 1968       | 30. September 1969 |
| 04  | Oberst i. G. Rolf von Tresckow           | 1. Oktober 1965     | 31. März 1968      |
| 03  | Oberst i. G. Heinz-Joachim Müller-Lankow | 1. April 1964       | 30. September 1965 |
| 02  | Oberst i. G. Günther von Below           | 1. Dezember 1960    | 31. März 1964      |
| 01  | Oberst i. G. Bock                        | 15. Dezember 1959   | 30. November 1960  |

## Ehemalig unterstellte Dienststellen
| Wappen | Dienststelle                                                         | Bemerkung                                      |
| ------ | -------------------------------------------------------------------- | ---------------------------------------------- |
|        | Zentrum für Transformation der Bundeswehr, Strausberg                | Umbenennung in Planungsamt der Bundeswehr 2012 |
|        | Zentrale Militärkraftfahrtstelle, Mönchengladbach-Rheindahlen        | Außerdienststellung 2012                       |
|        | Amt für Fernmelde- und Informationssysteme der Bundeswehr, Rheinbach | Außerdienststellung 2002                       |
|        | Sozialwissenschaftliches Institut der Bundeswehr, Strausberg         | Außerdienststellung 2012                       |
|        | Militärgeschichtliches Forschungsamt, Potsdam                        | Außerdienststellung 2012                       |

| Wappen | Dienststelle                                                                   |
| ------ | ------------------------------------------------------------------------------ |
|        | Führungsakademie der Bundeswehr, Hamburg                                       |
|        | Zentrum für Militärgeschichte und Sozialwissenschaften der Bundeswehr, Potsdam |
|        | Logistikschule der Bundeswehr (Hamburg)                                        |
|        | Helmut-Schmidt-Universität/Universität der Bundeswehr Hamburg, Hamburg         |
|        | Universität der Bundeswehr München, München                                    |
|        | Infrastrukturstäbe der Bundeswehr                                              |